# ミロヴィア海
ミロヴィア海（ミロヴィアかい、英語: Mirovia）は、約11億年前から約7.5億年前、超大陸ロディニア大陸を取り囲んだ大洋である。

## 歴史
名前の由来は、「世界」を意味するロシア語мировой（mirovoy）から。ミロヴィア海の範囲とその後にロディニア大陸が分裂によって形成されたパン・アフリカ海はほぼ同一視、またはミロヴィア海がパン・アフリカ海の前身とされている。ロディニアの分裂が起こると、ミロヴィア海の縮小（同海底プレートの沈み込み）を犠牲にして、後の太平洋になる海洋パンサラッサが拡大していった。

## 地質学的証拠
新原生代中期のクライオジェニアン、つまり地球は氷河時代であった頃には、この海も2000mの氷の層を形成した。これはスノーボールアース仮説の一部とされている。